# Crisis política en Honduras de 2022
La crisis política en Honduras de 2022 comenzó el 23 de enero cuando la presidenta electa, Xiomara Castro, se negó a reconocer como legítima a la junta directiva provisional del Congreso Nacional de Honduras escogida la mañana de ese mismo día por 79 de los 128 diputados electos, la cual fue presidida por Jorge Cálix. Más tarde, en un acto no oficial y luego de tomarse las instalaciones del Congreso Nacional, otros diputados escogieron otra junta directiva provisional presidida por Luis Redondo, la cual fue respaldada por Castro.
Redondo había sido nominado por Castro y su vicepresidente Salvador Nasralla para ocupar la presidencia del Congreso; producto de un pacto preelectoral entre ambos políticos. Pasadas las elecciones generales de 2021, Redondo, del Partido Salvador de Honduras, no pudo reunir los votos suficientes para ser escogido, no contando ni siquiera con el apoyo de todos los diputados electos del partido de Castro, Libertad y Refundación.
Para evitar conflictos de legalidad y legitimidad, Castro fue juramentada como presidenta por una jueza actuando en ausencia de los presidentes de los poderes Legislativo y Judicial de Honduras. Posteriormente, la presidenta envió proyectos de ley y sancionó leyes aprobadas por la facción de Luis Redondo instalada en la cámara del Congreso, compuesta por una minoría de diputados propietarios.
El 7 de febrero de 2022, Jorge Cálix y los demás diputados disidentes firmaron un pacto a lo interno de Libre, donde acordaron apoyar a Redondo como presidente del Congreso. Aunque organizaciones como el Partido Nacional, el Partido Liberal, el Instituto Holandés para la Democracia Multipartidaria (NIMD), el Consejo Hondureño de la Empresa Privada y el Consejo Nacional Anticorrupción señalaron la ilegalidad de la Junta Directiva presidida por Luis Redondo y abogaron por algún proceso que pudiera dar legalidad a la misma, el mismo no ocurrió y Redondo continuó presidiendo la Junta Directiva con el beneplácito de los demás diputados.

## Antecedentes
El 13 de octubre de 2021, Salvador Nasralla del Partido Salvador de Honduras (PSH) renunció a su candidatura presidencial para pasar a ocupar la candidatura a primer designado presidencial por el Partido Libre, acompañando en la fórmula a la candidata presidencial Xiomara Castro de cara a las elecciones próximas a celebrarse el 28 de noviembre. Como parte de esa alianza, Libre se comprometió a conformar una alianza legislativa con el PSH una vez pasadas las elecciones, por la cual escogerían como presidente del Congreso Nacional a alguien del PSH al servicio de Nasralla. Castro ganó las elecciones, y el Congreso electo quedó integrado por 50 personas de Libre, 44 del Partido Nacional, 22 del Partido Liberal (PLH), 10 del PSH, 1 del Demócrata Cristiano (DC) y 1 del Partido Anticorrupción (PAC). 
El 9 de diciembre, por respeto a la voluntad de la mayoría, el PLH anunció que solo apoyaría para la presidencia del Congreso a alguien de Libre. El 23 de diciembre, la presidenta electa Xiomara Castro y el designado presidencial electo Salvador Nasralla nominaron para la presidencia del Congreso al diputado electo del PSH por Cortés, Luis Redondo. Aunque Nasralla y el coordinador general del PSH, Pedro Barquero, aseguraron que Redondo contaba con los votos suficientes para ser elegido, trascendió que varios diputados de Libre no apoyaban su nominación y preferían para el cargo al diputado reelecto Jorge Cálix de Libre, entre ellos Edgardo Castro y Beatriz Valle. El 4 de enero de 2022, el diputado electo de Libre, Yahvé Sabillón, dijo que Redondo no se había acercado a los diputados de Libre y que varios de ellos estaban indecisos y preferían votar por alguien de su mismo partido; y el 13, el también diputado electo de Libre, Marco Girón, aseguró que Redondo aún no contaba con el apoyo de al menos 20 diputados electos de esa bancada.
El 20 de enero, el coordinador general de Libre, Manuel Zelaya, convocó a una reunión a los diputados electos de ese partido. 20 de ellos no asistieron, lo cual fue calificado por Libre como un «augurio de una traición contrarevolucionaria», en un comunicado. Al día siguiente, Jorge Cálix fue escogido presidente de la directiva provisional del Congreso Nacional —y por tanto virtual presidente de ese órgano—, con el apoyo de 84 diputados, incluidos los 20 mencionados de Libre. Su elección causó disturbios al interior de la cámara por parte de los demás diputados electos de Libre y división al interior de ese partido político.
Una vez concluida la sesión, el vocero de Libre, Rasel Tomé, nombró una directiva provisional con Redondo a la cabeza en un acto simbólico y sin contar con los votos requeridos. Tomé se quejó además del hecho de que el ministro de Gobernación, quien presidió la sesión, no le dio la palabra para presentar su moción. En una extensa comparecencia, Beatriz Valle, quien presentó la moción ganadora, se refirió a ello razonando que el acto es convencional en el proceso de votación al interior el Congreso, pues una vez presentada una moción que se acredita como respaldada por la mayoría de los diputados —la moción de Valle llevó la firma de los 84 diputados—, las demás mociones no son tenidas a consideración porque matemáticamente no alcanzan los votos requeridos y por ende es un hecho que no serán aprobadas.

## Desarrollo
La presidenta electa Xiomara Castro convocó a sus simpatizantes a los bajos del Congreso Nacional la noche del 22 de enero de 2022, para realizar una vigilia hasta el día siguiente, cuando se escogería la junta directiva oficial del Congreso Nacional para el periodo 2022-2026. Allí se hizo presente Castro, quien dio un agitado discurso. Debido a esto, la mañana del 23 la sesión del Congreso tuvo lugar en el Club Social de Bosques de Zambrano, donde se ratificó a Jorge Cálix como presidente oficial y se nombró al resto de la directiva con el apoyo de 79 diputados: 44 del PNH, 19 de Libre, 15 del PLH y uno del PAC. 20 minutos después, a eso de las 9 a. m., otro grupo de diputados acompañados de los simpatizantes de Libre apostados en los bajos del Congreso, ingresaron a la cámara legislativa y en un acto no oficial nombraron otra directiva presidida por Luis Redondo. Para poder lograr los 65 votos mínimos necesarios, el acto estuvo acompañado por los 18 diputados suplentes de los diputados propietarios de Libre que se hallaban en Bosques de Zambrano. Castro reaccionó en un tuit: «Reconozco la presidencia del Congreso encabezada por el diputado Luis Redondo, le invito a mi juramentación junto al pueblo el 27 de enero».
La noche del 23 de enero, sindicalistas y simpatizantes de Libre se tomaron las instalaciones de la Empresa Nacional de Artes Gráficas, donde se imprime el diario oficial La Gaceta, para impedir que se publicara la junta directiva del Congreso presidida por Cálix, lo cual es un requisito legal. La noche del 24, esas personas imprimieron y publicaron a nombre de La Gaceta la junta directiva de Luis Redondo. La gerente de la Enag informó que esa publicación no tiene validez, pues no fue autorizada por ella ni por el coordinador del periódico. Ese mismo día, dos diputados de Libre pertenecientes a la directiva del Congreso retiraron su apoyo a Jorge Cálix.
El martes 25 de enero, tomaron posesión los diputados en ceremonias separadas: 79 en una sesión virtual presidida Cálix, y los demás en la cámara del Congreso acompañando a Redondo, quien en su discurso mostró la publicación antes mencionada de La Gaceta como prueba de legalidad. La cámara contó con la presencia de cadetes de las Fuerzas Armadas al mando de la presidenta electa Xiomara Castro. Como dicta la ley, el poder Ejecutivo y Judicial entregaron sus informes de gestión al Legislativo, presidido por Jorge Cálix. Cálix invitó a dialogar a Xiomara Castro y ambos se reunieron la noche del miércoles. Tras la reunión, Castro propuso públicamente a Cálix a que se integrara al poder Ejecutivo como coordinador de Gabinete, quien  respondió que lo consideraría.
El 27 de enero, la presidenta Castro tomó posesión. Para dar legitimidad y legalidad a su nombramiento, y por petición de los encargados del evento, el mismo fue realizado por la jueza Karla Lizeth Romero Dávila, en cumplimiento al artículo 244 de la Constitución:

La promesa de ley del presidente y designados de la República, será presentada ante el presidente del Congreso Nacional, si éste estuviere reunido, y en su defecto, ante el presidente de la Corte Suprema de Justicia. En caso de no poder presentarla ante los funcionarios antes mencionados podrá hacerlo ante cualquier juez de Letras o de Paz de la República.

Esto fue constatado en el acta de toma de promesa constitucional, donde la jueza escribió que fue realizada por ella «en ausencia del presidente del Congreso Nacional y del presidente de la Corte Suprema de Justicia», desconociendo a Luis Redondo, quien sostenía su micrófono.
El 28 de enero se presentó ante la Corte Suprema de Justicia un recurso de inconstitucionalidad contra la directiva que preside Jorge Cálix, por supuestas violaciones a la Ley Orgánica del Congreso y a la Constitución de la República; y más tarde un recurso de amparo a favor de Cálix, pidiendo que se suspenda a Luis Redondo. Ese día también los 44 diputados del Partido Nacional presentaron una denuncia criminal contra Redondo y otros por usurpación de funciones públicas, perturbación ilícita del funcionamiento de las instituciones, falsificación de documentos y uso de documentos falsos. El 2 de febrero, la Corte Suprema declaró inadmisibles los recursos presentados: el de inconstitucionalidad por no apegarse a la bases de la inconstitucionalidad y el de amparo por deficiencias encontradas en su planteamiento. También la madrugada del 2 de febrero Jorge Cálix se reunió con el coordinador de Libre, Manuel Zelaya, sin anunciarse algo más sobre ello.
A pesar del conflicto institucional, la presidenta Xiomara Castro envió proyectos de ley a la facción de Luis Redondo, instalada en la cámara del Congreso. La misma votó a favor de leyes con la participación de 52 diputados propietarios, sus suplentes y suplentes de los diputados propietarios disidentes de Libre; las leyes fueron publicadas en el diario oficial La Gaceta. Dichas leyes carecen de legalidad según lo señalaron en un comunicado conjunto el Consejo Hondureño de la Empresa Privada y el Consejo Nacional Anticorrupción, así como analistas jurídicos.

## Resolución
En la tarde del 7 de febrero de 2022, luego de una reunión entre el coordinador general de Libre, Manuel Zelaya, y los 17 diputados disidentes en Casa Presidencial, se firmó un acuerdo por el cual Jorge Cálix, «para mantener la paz» y «pensando en la estabilidad del país», cedió la presidencia del Congreso a Luis Redondo, de quien «lamenta» que dirija las sesiones. En el acuerdo también los demás disidentes dejaron constancia de su desacuerdo con la nominación de Luis Redondo para dirigir el Congreso, pero todos, incluido Cálix, se comprometieron a apoyar las decisiones y proyectos de la presidenta Xiomara Castro.
Al día siguiente en la sesión del Congreso presidida por Redondo, la bancada del Partido Nacional pidió repetir la votación para la elección de la Junta Directiva, habiendo anunciado públicamente desde antes su compromiso a votar por él. Esto para volver legal a la Junta presidida por Redondo. Un par de diputados nacionalistas también levantaron pancartas en exigencia de ello. La moción no fue tenida a consideración, con Redondo y sus simpatizantes negando que dicha junta fuera ilegal. Poco después, Cálix se hizo presente en la cámara del Congreso, en compañía de los disidentes y de mariachis cantando El rey. Luego saludó a los miembros de la Junta Directiva y declaró que iba «listo para legislar desde su curul». Más tarde Cálix declaró que la legalidad de Redondo ya no era un tema que le correspondía.
El analista constitucional Jhonatan Rosales y Luis León, director del Instituto Holandés para la Democracia Multipartidaria (NIMD), coincidieron en que se debió realizar un proceso interno en el Congreso por el cual la Junta presidida por Luis Redondo tuviera legalidad, de lo contrario sus acciones y leyes promulgadas estarían sujetas a impugnaciones legales. Dicho proceso no ocurrió.

## Impacto
Debido a la crisis, los bonos soberanos tuvieron su mayor caída en 10 meses, seguido del aumento de sus intereses por el aumento de la prima de riesgo; pudiendo representar a su vez un aumento a la deuda pública y privada. El 28 de enero el Consejo Hondureño de la Empresa Privada se refirió a esto en un comunicado, donde afirmó que la crisis estaba generando «fuertes repercusiones económicas» y mencionó también «una suspensión considerable de inversiones privadas» que «en poco tiempo» tendría «repercusiones generales en la economía» del país.

## Reacciones
- El 23 de enero, el Partido Liberal expresó en un comunicado su respeto a la institucionalidad y a la independencia de poderes, su respaldo a la votación de sus diputados hecha ese día en el Congreso Nacional y su deseo de que Libre supere sus diferencias internas mediante el diálogo para evitar mayores conflictos.[46] También el Partido Nacional ratificó en un comunicado su poyo a Jorge Cálix para la presidencia del Congreso y su rechazo a la injerencia en el Poder Legislativo.[47]
- El 25 de enero el secretario general de la ONU, António Guterres llamó a «un diálogo constructivo y pacífico para resolver las diferencias dentro del marco del proceso constitucional».[48]
- El Consejo Hondureño de la Empresa Privada (COHEP), en un comunicado del 28 de enero donde habló del impacto económico de la crisis, solicitó a los políticos que «de forma urgente alcancen soluciones políticas y amistosas» y «sean consecuentes con sus discursos de querer apoyar al gobierno de la presidenta».[45]
- El 29 de enero el secretario adjunto de Estado para Asuntos del Hemisferio Occidental, Brian A. Nichols, escribió en Twitter: «Estados Unidos insta a las figuras políticas hondureñas a abordar un diálogo pacífico y constitucional para resolver el liderazgo del Congreso hondureño. Todas las partes deben participar pacíficamente y abstenerse de actos de intimidación».[34]
- 7 de febrero: Ante el acuerdo firmado ese día en el Partido Libre, el Partido Nacional y el Partido Liberal expresaron en comunicados su deseo de dar legalidad a la Junta Directiva del Congreso;[9] para lo cual el Partido Nacional propuso repetir la votación de la elección de la misma.[8]